# Flightech Altea
Die Flightech Altea ist ein unbemanntes Kleinflugzeug, das von dem 2006 gegründeten spanischen Luftfahrtunternehmen Flightech Systems Europe S.A. mit Sitz in Madrid hergestellt wird.

## Geschichte
Nach mehr als sieben Jahren Entwicklungszeit hatte die Drohne Altea Ende 2013 eine zeitlich begrenzte Zulassung von der spanischen Luftfahrtbehörde AESA erhalten. Unter dem spanischen Kennzeichen EC-LYG hatte Flightech Systems die offizielle Erlaubnis, Tag und Nacht im spanischen Luftraum zu operieren. Die Zulassungsflüge fanden auf dem Flugplatz Aeródromo de Almansa statt. Die Entwicklungskosten werden mit neun Millionen Euro genannt. Rumpf und Tragflächen wurden in Zusammenarbeit mit dem Unternehmen Aernnova Aerospace entwickelt und aus Verbundwerkstoffen hergestellt, die Aernnova auch für den Bau von Teilen der Airbus-Modelle einsetzt.

## Anwendungen
Die vorgesehenen Einsatzgebiete von Altea sind die Verhinderung und Früherkennung von Waldbränden sowie die Überwachung von Infrastrukturen wie Industriegebiete, Ölförderanlagen, Pipelines und landwirtschaftliche Nutzflächen. 

## Technische Daten
- Besatzung: –
- Länge: 3,5 m
- Spannweite: 6 m
- Startmasse: 80 kg
- Antrieb: Druckpropeller
- Reisegeschwindigkeit: 110 km/h
- Höchstgeschwindigkeit: 150 km/h
- Reichweite: bis zu 5 h Flugzeit
- Standardausrüstung: hochauflösende Kameras, Wärme- und Infrarot- sowie CO2-Sensoren. Das Fluggerät gibt die Daten in Echtzeit an die Leitstelle weiter
- Flugsicherung: Transponder Mode S zur Luftraumüberwachung